# Бадиров, Мурсал Тагиевич
Мурсал Тагиевич Бадиров  (1931—2003) — советский и азербайджанский оперный певец. Народный артист Азербайджанской ССР (1979). Персональный стипендиат Президента Азербайджанской Республики (2002).

## Биография
Родился 27 октября 1931 года в Махачкале.

## Творческая деятельность
В 1956 году окончил Азербайджанскую Консерваторию у Р. М. Трифонова. С того же года солист Азербайджанского театра оперы и балета. 

## Театральные роли
Бадиров сыграл свыше 50 разнохарактерных партий, в т. ч.:
- Евгений Онегин, Елецкий; Томский («Пиковая дама»)
- Князь Игорь, Амонасро, Ди Луна, Скарпиа, Эскамильо; Атакиши («Севиль» Амирова)
- Алы, Нофель («Кер Оглы», «Лейли и Меджнун» Гаджибекова)
- Соколов («Судьба человека» Дзержинского)[2].

## Педагогическая деятельность
С 1974 года преподает в Азербайджанской консерватории.